# Holmetjärnen (Nössemarks socken, Dalsland)
Holmetjärnen är en sjö i Bengtsfors kommun och Dals-Eds kommun i Dalsland och ingår i Göta älvs huvudavrinningsområde. Sjön har en area på 0,138 kvadratkilometer och ligger 177,5 meter över havet.

## Delavrinningsområde
Holmetjärnen ingår i det delavrinningsområde (656567-127806) som SMHI kallar för Inloppet i Bottensjön. Medelhöjden är 196 meter över havet och ytan är 4,54 kvadratkilometer. Det finns inga avrinningsområden uppströms utan avrinningsområdet är högsta punkten. Forteälven som avvattnar avrinningsområdet har biflödesordning 4, vilket innebär att vattnet flödar genom totalt 4 vattendrag innan det når havet efter 232 kilometer. Avrinningsområdet består mestadels av skog (88 procent). Avrinningsområdet har 1,2 kvadratkilometer vattenytor vilket ger det en sjöprocent på 7,6 procent.